# Пиренгское водохранилище
Пиренгское водохранилище — водохранилище на Кольском полуострове на высоте 137 м. Образовано плотиной Нива ГЭС-1 на реке Пиренга и озёрах Верхняя Пиренга (88,7 км²), Нижняя Пиренга (58,5 км²), Кумужская Салма (12,4 км²). Создано в 1938 году. Площадь водного зеркала 227 км², объём 3 км³, длина 58 км, наибольшая ширина 8 км, средняя глубина 13 м. Уровень водохранилища колеблется в пределах 5 м, оно осуществляет многолетнее регулирование стока. Впадают реки Чалма и Мавра. Создано в интересах энергетики, лесосплава и рыболовства. Является водоёмом охладителем Кольской АЭС. Большая часть водохранилища в 1982—1997 годах входила в состав Пиренгского заказника.